# Santiago de Liniers (Misiones)

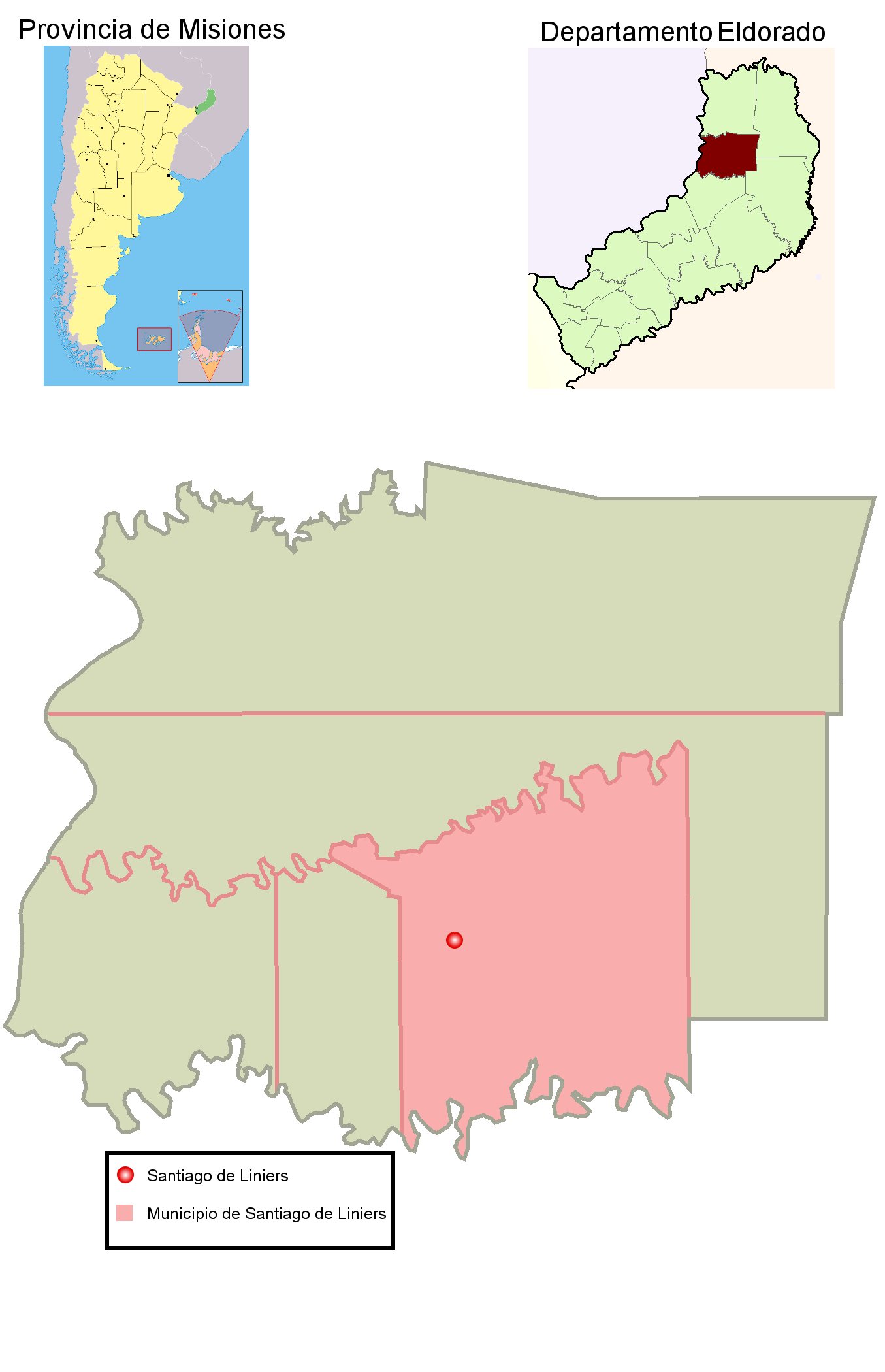
Municipio de Santiago de Liniers en el departamento Eldorado y su cabecera municipal.

Santiago de Liniers es una localidad y municipio argentino de la provincia de Misiones, ubicado dentro del departamento Eldorado. Su principal vía de acceso es la ruta Provincial 17 (asfaltada), que la comunica al oeste con Nueve de Julio Kilómetro 20 y Eldorado, y al este con Bernardo de Irigoyen.
La colonización se inició en los años 1930, con la apertura de la Picada Colonizadora desde la ciudad de Eldorado (hoy ruta Provincial N.º 17). El 11 de noviembre de 1947 se crea la primera Comisión de Fomento, siendo su primer intendente, el señor Adolfo Osterwalder, preludio del actual municipio; no obstante, la primera escuela llegaría recién 4 años después, siendo la Escuela Nacional N.º 321, hoy como aula satélite de la Escuela Provincial N.º 491.
La principal actividad económica es la industria maderera, la forestación y la ganadería. Entre los que se puede contar un fabricante de embalajes para exportación. Otras actividades económicas son el cultivo de yerba mate, mandioca y citrus.
Cuenta con una población de 2500 habitantes, según el censo del año 2010 (INDEC). En el ejido urbano se contabilizaron 541 habitantes, en 2001 se contabilizaron como población rural dispersa y en 1991 se registraron 157 habitantes.

## Historia
La localidad de Santiago de Liniers surge como parte del Frente Extractivo Altoparanaense, el cual provoco una explotación y ocupación poblacional en toda la zona norte de Misiones. Ese modelo, era caracterizado por pequeños puertos en la costa y profundas picadas en el monte en procurando maderas nativas o los yerbales naturales. Peor recién para 1920 comenzó un proceso de ocupación efectivo del territorio, todo esto impulsado por el empresario de la colonización, don Adolfo Schwelm en Eldorado.
Es así que a partir de la Picada Maestra (actual ruta provincial N.º 17), se fue desarrollándose la  ocupación de la tierra en el territorio pertenecía a la Compañía Eldorado Colonización y Explotación de Bosques Ltda. S.A. De esta manera primero se poblaría  Eldorado, luego 9 de Julio y finalmente el actual municipio de Santiago de Liniers. Donde en la década de 1930 se comenzaron a instalar los primeros colonos, en el marco de una ocupación de tipo rural. 
Aunque la jurisdicción era propiedad de la Compañía Eldorado Colonización y Explotación de Bosques Ltda. S.A. que en la década de 1930, se constituiría unas ricas colonias privada con producción yerbatera y tungalera. Que fueron ocupados por inmigrantes cuya mayoría era de origen europeo de países como Polonia, Alemania, Suiza, Ucrania, Rusia. Muchos de los cuales habrían venido al país escapando de la Primera Guerra Mundial.
Además de estos también recibió población limítrofe de Paraguay y Brasil, que se instalarían en la colonia fundada por Adolfo Osterwalder (1947), que recibiría el Nombre de Santiago de Liniers. Los recién llegados entraban por la picada maestra y luego de hacer un rumbo por el monte se instaban en sus parcelas de tierras, donde iniciaban su labor agrícola. Siendo el lugar elegido las proximidades del Km. 36
Gracias a su rapido crecimiento, el entonces gobernador del territorio nacional Aparicio Almeida decidió crear la primera comisión de fomento de Santiago de Liniers, el 11 de noviembre de 1947. La misma estuvo integrada por Adolfo Osterwalder como presidente, Eduardo Badié como vicepresidente, Godofredo Schenkel como secretario, Guillermo Meisser como tesorero y Conrado Kólln como vocal.
Según datos se conoce que los primeros nacimientos en la localidad fueron de Vicenta Giménez y Pablo Albino Pinkala en 1949. Siendo el comisionado del registro civil Luis B. Ibarra, que además era el primer director de la escuela N.º 321, la más antigua de la localidad. 
Los inicios de la localidad estuvieron relacionados a Eldorado, ya que muchos empresarios instalarían algún emprendimiento en Santiago de Liniers, como el Sr. Kellner, quien en el Km 33 edificaría el Gran Hotel Eldorado, para recibir a gran número de inmigrantes. O también los empresarios Oberschelp que asentarían un gran secadero de Yerba mate y Stoppe quien administraba la Compañía tabacalera Kentucky. 
Durante estos primeros años, la población vivió de manera muy comunitaria, es decir con ayuda mutua, improvisando artículos y trabajando para proporcionar soluciones a las carencias más comunes. Un ejemplo de esto sería la venta de carne que se realizaba en un Jardinera (carro), para que los vecinos pudieran comprar carne. Destacando en esta labor a los carniceros a Hapke, Schöenfisch y Alegre. 
De igual forma las despensas del pueblo solo cubrían las necesidades básicas por lo cual el viaje a Eldorado a la Cooperativa Agrícola era inevitable, para abastecerse, estos viajes se hacían en los colectivos de Otto Albino Gebhardt o Eligio Hermann, en cuyos portaequipajes superiores se transportaba hasta animales vivos para vender. Los deportes también fueron traídos por vecino entusiastas, que enseñaron a los jóvenes a jugar el Voley, por Conrado Kölhn o Basquet por Gaudencio Christoffel. 
La economía del pueblo siempre estuvo ligada a la extracción de Madera con la instalación de aserraderos y laminadoras en la zona. Cuya materia prima provenía de los montes cercanos al pueblo donde los hombres se internaban en los obrajes madereros varios días, para la extracción de royos con tronzadoras y hacha. 
También la producción estuvo vinculada a productos como  la yerba mate que muchos comenzaron a plantar y el Tung, siendo esta última de gran importancia en la zona debido a su gran rentabilidad. Que debido a ello se podrían observar grandes hectáreas de tuncales en todas las chacras. 
Con la transformación a Provincia de Misiones, significo el cambio de colonia a municipalidades de Santiago de Liniers, que a pesar de convertirse en municipio siguió manteniendo una impronta rural. Podemos decir que desde sus orígenes, pasaron muchos vecinos, con gran valor social, como autoridades municipales, primero como comisionados de Fomento, y luego intendentes de la localidad, entre ellos podemos nombrar a Luis Silvero (1983-1991), Americo Villaba (1991-1999), Adolfo Friedenberger (1999-2011), Arnaldo Schoenfisch (2011-2019) y Miguel Szumkoski (2019-2027).